# Martina Piazza
Martina Piazza (20 marzo 1995) è una calciatrice italiana, difensore del Sion.

## Carriera
Cresciuta nelle giovanili del Pordenone, a quel tempo sponsorizzato Graphistudio, Martina Piazza viene aggregata alla rosa della prima squadra nel corso della stagione 2011-2012 facendo il suo debutto in Serie A2, l'allora secondo livello del campionato italiano femminile di calcio, il 20 febbraio 2011 non ancora sedicenne, alla 13ª giornata di campionato, schierata fin dal primo minuto dal tecnico Giovanni Cesarano nell'incontro casalingo vinto per 6-0 sulle avversarie dell'Enodoro Marsala. Alla sua prima stagione in prima squadra marca tre presenze in campionato, condividendo con le compagne il raggiungimento della terza posizione nel girone B.
Dalla stagione seguente è stabilmente in rosa con la squadra titolare, ottenendo fiducia dai tecnici che si sono succeduti sulla panchina nel corso della stagione 2011-2012. Scende in campo in 21 dei 26 incontri di campionato nel quale la squadra, con 21 vittorie, 4 pareggi e una sola sconfitta, conquista il primo posto del girone B festeggiando la promozione in Serie A.
Per il suo debutto nella massima serie italiana Piazza dovrà tuttavia attendere. Benché aggregata alla rosa per la stagione 2012-2013, il tecnico Andrea Tosolini non ritiene infatti di impiegarla in campionato, ed è solo dalla stagione successiva che alla 7ª giornata di campionato, il 9 novembre 2013, scende in campo nei minuti finali dell'incontro perso in casa con l'AGSM Verona dando il cambio a Lisa Boattin all'86'.
Piazza rimane legata alla società per gli anni a seguire, giocando in Serie A fino alla stagione 2014-2015, poi in Serie B, ridiventata secondo livello del campionato nazionale, tranne la parentesi in Serie C Veneto per la sola stagione 2016-2017. Gioca la sua ultima stagione in neroverde, la 2017-2018, con la tenuta del Pordenone maschile che grazie a un accordo tra le due società rappresenterà il club maschile nel campionato di Serie B 2017-2018, promozione ottenuta in quanto pur perdendo la finale di Coppa Italia Regionale con la Florentia S.G., questa aveva già vinto il proprio girone di campionato. Condivide con le compagne il percorso che vede il Pordenone raggiungere la 7ª posizione nel girone B e, per la riforma del campionato, retrocedere nel nuovo campionato di Serie C. Fino a quel momento Piazza ha marcato oltre 100 presenze in maglia neroverde.
Durante il calciomercato estivo 2018 si trasferisce alla San Marino Academy, squadra della Repubblica di San Marino iscritta al terzo livello del campionato italiano. Vi gioca dal 2018 al 2022, scalando dalla C alla massima serie in tre anni.
Durante il calciomercato estivo 2022, si trasferisce al Venezia, militante nel campionato di Serie C. Nel corso della stagione alla 18ª giornata di campionato, ha subito un infortunio al ginocchio destro che ha richiesto un intervento chirurgico per la ricostruzione del legamento crociato anteriore, che l'ha costretta a concludere in anticipo la stagione agonistica.
Il 9 agosto 2024, viene ingaggiata a titolo definitivo dall'Orobica, neo-promossa in Serie B.

## Palmarès
- Campionato italiano di Serie A2: 1

Pordenone: 2011-2012